# کیم-نیر اوییشن
کیم-نیر اوییشن (به انگلیسی: Chim-Nir Aviation) یک شرکت هواپیمایی است. دفتر مرکزی کیم-نیر اوییشن در هرتزلیا، اسرائیل واقع شده‌است و قطب این شرکت هواپیمایی در فرودگاه هرتزلیا قرار دارد.